# 謝里登鎮區 (愛荷華州卡洛爾縣)
謝里登鎮區（英語：Sheridan Township）是位於美國愛荷華州卡洛爾縣的一個行政鎮區。

## 地方資料
根據2010年美國人口普查的數據，謝里登鎮區的面積為90.19平方千米，當中陸地面積為90.17平方千米，而水域面積為0.02平方千米。當地共有人口461人，而人口密度為每平方千米5.11人。